# 大葉鐵線蕨
大葉鐵線蕨（学名：Adiantum macrophyllum）为鐵線蕨科鐵線蕨屬下的一个种。